# Apodi
Apodi este un oraș în Rio Grande do Norte (RN), Brazilia. 